# Carl Friedrich Ebers
Carl Friedrich Ebers (* 25. März 1770 in Cassel; † 9. September 1836 in Berlin) war ein deutscher Komponist und Kapellmeister, der 1806 die weltweit ersten Wiener Walzer im Druck veröffentlichte.

## Leben
Ebers siedelte mit seinen Eltern bereits früh nach Berlin um, wo er eine militärische Laufbahn antreten sollte. Dort wurde sein musikalisches Talent entdeckt und er widmete sich nach dem Ablauf seiner Militärzeit der Musik. Durch verschiedene Kompositionen (Lieder, Opern) sowie durch Musikunterricht wurde er bekannt. 1799 trat er in Schwerin in den Dienst des Herzogs Friedrich Franz I. zu Mecklenburg und wurde von ihm zum Kammercompositeur und zum Vicecapellmeister ernannt.
Durch häusliche Missverhältnisse bedingt und um sich mit seinen Kompositionen zu ernähren, schrieb er Klaviermusik, Kammermusiken, Tänze und Märsche im Tagesgeschmack, gab erneut Unterricht und führte in Norddeutschland Konzertreisen durch. Ab 1805 gelang es ihm bei kleineren Theatern in Pest als Musikdirektor angestellt zu werden. Hier schrieb er 1806 auch sein op. 19 – 6 langsame und 6 Wiener Walzer, die in Leipzig als Orchesterstimmen und als Ausgabe für Klavier gedruckt wurden –, der damit der weltweit erste Druck eines Wiener Walzers ist.
Von 1814 an wurde er bei der Joseph Secondaschen Operngesellschaft im Lincke’schen Bad in Dresden Musikdirektor (in der Nachfolge von E. T. A. Hoffmann) und ab 1817 solcher in Magdeburg. In Dresden kam er mit der Freimaurerei in Verbindung, über die er 1816 (Freimaurerjahr 5816) ein umfassendes Werk anonym herausgab.
Um 1820 zog er sich ins Privatleben zurück und lebte ab dann in Leipzig, ab 1822 wieder in Berlin, wo er auch verstarb.

## Werke

### Kompositionen und Arrangements (Auswahl)
- Bella und Fernando (Oper, 1796)
- Der Eremit von Formentara (Oper, 1797)
- Die Blumeninsel (Oper, 1798)
- Die Brustnadel: dramatisierte Anekdote mit Gesang, in einem Akt (ca. 1831)
- 6 langsame und 6 Wiener Walzer, op. 19 (1806, gedruckt bei A. Kühnel in Leipzig, weltweit die ersten, jemals gedruckten Wiener Walzer) – die Orchesterstimmen befinden sich in der Bibliothek der Universität Zürich
- Fantasie für das Pianoforte über Melodien aus dem Freischütz von C. M. v. Weber, op. 46 (1823[?], gedruckt bei Hofmeister, Leipzig)
- Sinfonie C-Dur (gedruckt bei J.J. Hummel, Berlin/Amsterdam)
- Konzert F-Dur für Fagott und Orchester op. 41

### Freimaurerei
- Sarsena oder der vollkommene Baumeister: enthaltend die Geschichte und Entstehung des Freimaurer-Ordens und die verschiedenen Meinungen darüber, was er in unsern Zeiten seyn könnte, was eine Loge ist, die Art der Aufnahme, Oeffnung und Schließung derselben, in dem ersten, und die Beförderung in dem zweiten und dritten der St. Johannesgrade, so wie auch die höhern Schottengrade und Andreasritter. Gedruckt bei Kunz in Bamberg, 1. Auflage 1816 (Digitalisat in der Google-Buchsuche).